# Руски и съветски паметници в Благоевградска област
| Снимка | Описание/дати стар стил | Надпис | Местонахождение | Местонахождение |
| ------ | --- | --- | --------------- | --- |
|        | Надгробен паметник на майор Иван Павлович Орлински от 4-ти хусарски Мариуполски полк, починал през 1879 г.                                        | майор ИВАН ПАВЛОВИЧ ОРЛИНСКИ Командир на руския боен отряд освободил на 24.II. 1878 ГОРНА ДЖУМАЯ от османско робство починал и погребан тук в началото на 1878 | Благоевград     | Намира се в двора на църква „Въведение Богородично“ 42°01′16.3″ с. ш. 23°06′14″ и. д. / 42.021194° с. ш. 23.103889° и. д.        |
|        | Паметна плоча в чест на посрещането на руските освободителни войски на 12 февруари 1878 г., предвождани от майор Иван Павлович Орлински           | На 12.II.1878 г. тук бе посрещнат най-радушно от ликуващото българско население на Горна Джумая бойният освободителен отряд на IV Мариополски полк, предвождан от майор ИВАН ПАВЛОВИЧ ОРЛИНСКИ | Благоевград     | Намира се на ул. „Трети март“ и площад Свобода до стадиона 42°01′34″ с. ш. 23°05′52.5″ и. д. / 42.026111° с. ш. 23.097917° и. д. |
|        | Кръсто Паметен знак на крайния пункт до който достигат войските на майор Иван Павлович Орлински и където ги застига вестта за сключеното примирие | В знак на признателност към братята освободители! През време на руско-турската освободителна война -1877-1878 г руска войскова част под командването на майор Иван Павлович Орлински достига до тази част на нашия окръг и побива металически кръст - граница между двете воюващи страни. От тогава местността носи името "КРЪСТО"! | Ракитна         | Намира се югозападно на връх Кръста в Пирин планина 41°50′52.4″ с. ш. 23°10′01.6″ и. д. / 41.847889° с. ш. 23.167111° и. д.      |
|        | Паметник на падналите за освобождението на Симитли                                                                                                | НА ПАДНАЛИТЕ ПРИ ОСВОБОЖДЕНИЕТО НА С. СИМИТЛИЙ | Симитли         | Намира се в двора на храм „Рождество Пресвета Богородица“ 41°53′33.5″ с. ш. 23°06′47.7″ и. д. / 41.892639° с. ш. 23.11325° и. д. |